# 寝宫女官 (英国)

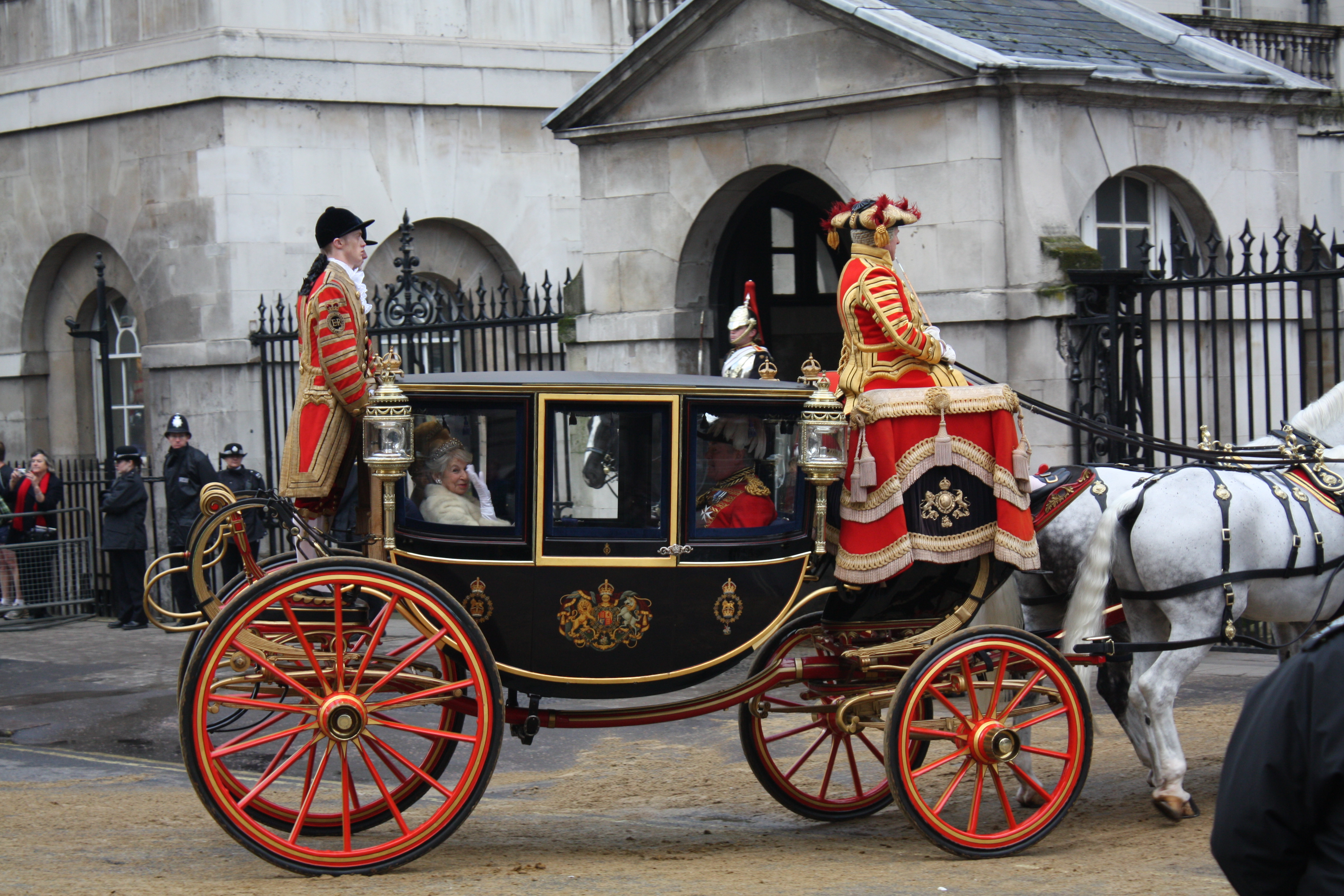
埃利伯爵夫人于2008年乘坐马车返回白金汉宫，她以女王伊丽莎白二世的寢宮女官的身份参加了议会开幕典礼(她自1973年以来一直担任这个职位)。

寢宮女官（英語：Lady of the Bedchamber）是指在英国女王或女王配偶的私人随从中担任官方职位的女官。该职位传统上由贵族的妻子担任。 一位宫女会就女王希望她们做什么，向宫女们发出指示，或者她自己也可以履行这些职责。
在历史上，大多数欧洲王室都使用类似的头衔和职位（荷兰语： Dames du Palais ；法语： Dames或Dame de Palais ；德语： Hofstaatsdame或Palastdame ；意大利语： Dame di Corte ；俄语： Hofdame或Statsdame ；西班牙语： Dueña de honor ；瑞典语： Statsfru ）。

## 历史

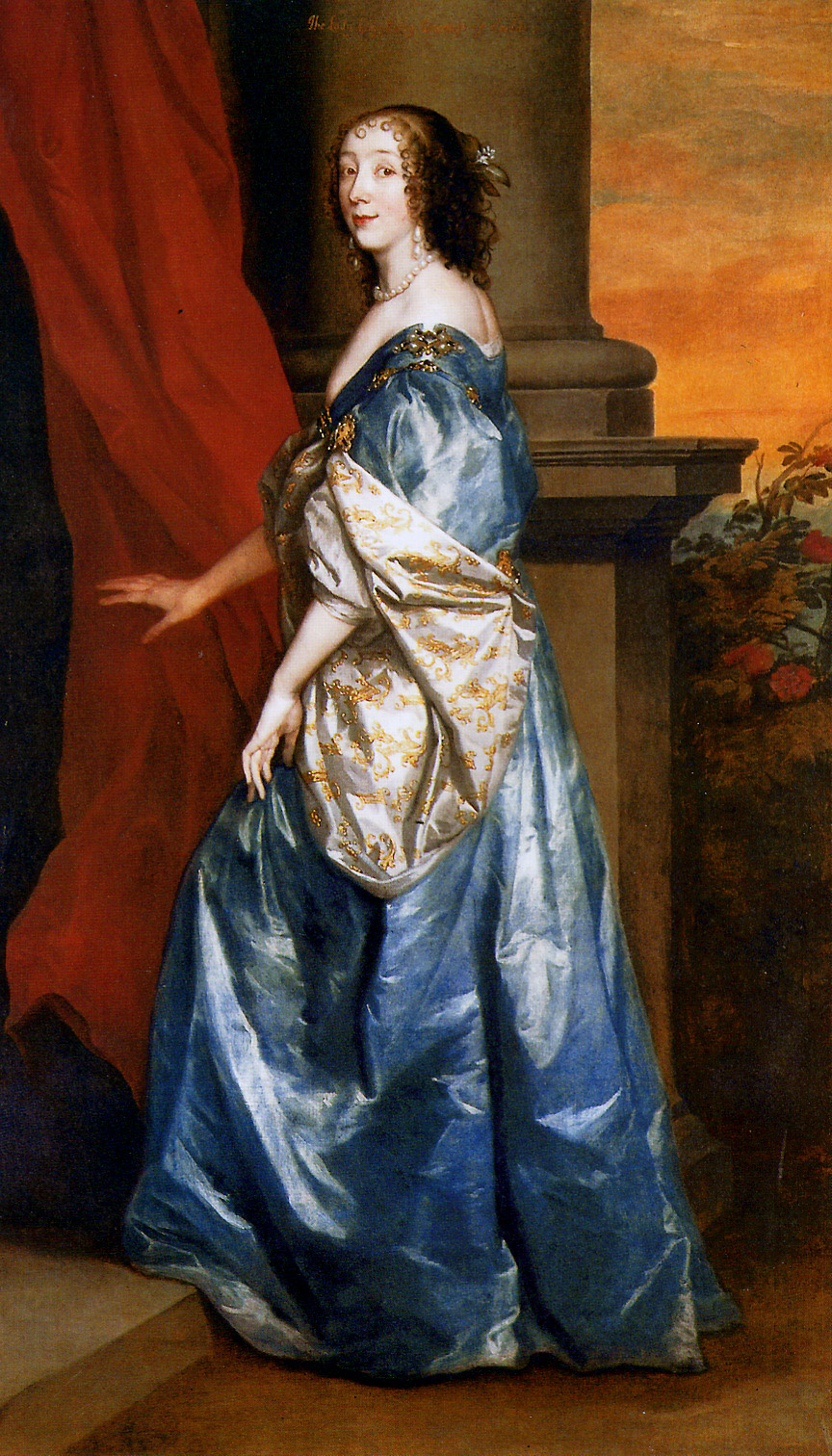
露西·海伊 (Lucy Hay)，卡莱尔伯爵夫人，亨丽埃塔·玛丽亚王后的侍从。

在中世纪，法国的玛格丽特有七位女官：三位已婚的被称为“主人” ，四位未婚的被称为侍女。 他们的任务只是充当王室女性的侍从（见贵妇的侍从）和贴身侍从。
在1728年的描述中，女官的任务是充当女王和宫女的中间人，她们的任务是侍候王后，帮助她洗漱、穿衣和脱衣，等等。 寝宫女独立于侍女工作，不听命于她。不过，有宫女在场，宫女总是恭恭敬敬的。 例如，当一名宫女前来为王后穿衣时，如果宫女在场，她不会亲自为王后穿衣，而是将衣服交给宫女，宫女又会帮助王后穿上它在。 
寢宮女官的职位被认为是有声望的，因此任命受到争议。安妮女王任命马尔伯勒公爵夫人萨拉·丘吉尔担任这一职位;公爵夫人被普遍认为是有影响力的王室宠儿。1839年，人们担心维多利亚女王决定让辉格党政客的妻子们围绕在自己身边，这导致了卧室危机，阻止了罗伯特·皮尔(Robert Peel)领导的保守党政府的成立。

## 英国王后的寢宮女官
这是一份不完整的名单，列出了曾在英国王室担任过寢宮女官的人。

### 阿拉贡的凯瑟琳, 1509–1536
- 安妮·布尔希耶，南方的达克尔夫人
- 玛格丽特布伦特（？ ), Bergavenny 夫人
- 梅布尔·达克雷，斯克罗普夫人
- 玛丽·格雷，查特利的费勒斯夫人
- 安妮珀西夫人、马尔特拉弗斯夫人、阿伦德尔伯爵夫人
- 伊内兹·德·维内加斯，蒙特乔伊夫人（蒙乔伊勋爵的第二任妻子）
- 伊丽莎白威洛比，马尔特拉弗斯夫人

### 伊丽莎白一世, 1558–1603
- 1558–1565 年：凯瑟琳·阿什利（<i id="mwVw">娘家姓</i>尚珀诺），阿什利夫人
- 1559–1569：凯瑟琳凯莉，诺利斯夫人，也是伊丽莎白一世的表亲或同父异母姐妹
- 1564 年：博德塞特男爵夫人凯瑟琳·佩吉特
- 1568–1599：伊丽莎白·斯塔福德
- 1587年：弗朗西丝·牛顿，科巴姆男爵夫人

### 丹麦的安妮，1603–1619 年
丹麦的安妮是英国詹姆士一世的王后。
- 1603–1619：贝德福德伯爵夫人露西·罗素
- 1603–1607：佩内洛普·布朗特，德文郡伯爵夫人
- 1603–1619：安妮·利文斯通，埃格林顿伯爵夫人
- 1603–1619：伊丽莎白·肖，安嫩代尔伯爵夫人
- 1603–1617：珍·德拉蒙德，罗克斯堡伯爵夫人
- 1603–1619：布里奇特·安内斯利
- 1603–1609：塞西莉·布尔斯特罗德
- 1603–1619：多萝西·布尔斯特罗德
- 1604–1609：布里奇特·马卡姆
- 1603–1618：简·梅蒂丝
- 1604–1619：玛丽·米德尔摩尔
- 1608–1619：多萝西·西尔肯

### 法国的亨丽埃塔·玛丽亚，1625–1649 年
亨利埃塔·玛丽亚是英国查理一世的王后。亨利埃塔·玛丽亚女王 1625 年首次抵达英国时有一个法国家庭，直到 1626 年至 1627 年她的法国随从被遣送回国后，她的英国家庭才完全安顿下来。 
- 1626 年：伊丽莎白·康奎斯特(née Thimbelby)，厄纳姆的理查德·蒂梅尔比爵士的女儿，嫁给了霍顿·康奎斯特的理查德·康奎斯爵士
- 1626 年：卡莱尔伯爵夫人露西·海伊
- 1626 年：白金汉公爵夫人凯瑟琳·维利尔斯 (Katherine Villiers)
- 1626 年：玛丽·汉密尔顿，汉密尔顿侯爵夫人[5]
- 1626 年：玛丽·博蒙特，白金汉伯爵夫人
- 1626 年：伊莎贝拉·里奇，荷兰伯爵夫人
- 1626 年：伊丽莎白，萨维奇子爵夫人，里弗斯伯爵夫人

### 布拉干萨的凯瑟琳，1662–1692 年
布拉干萨的凯瑟琳是英国查理二世的王后
- 1663–1667：切斯特菲尔德伯爵夫人凯瑟琳·斯坦霍普
- 1663–1673：芭芭拉·帕尔默，卡斯尔梅恩伯爵夫人
- 1663–1681：芭芭拉·霍华德，萨福克伯爵夫人
- 1663–1688：白金汉公爵夫人玛丽维利尔斯
- 1663–1688：简·格兰维尔，巴斯伯爵夫人

### 摩德纳的玛丽，1673–1688 年
摩德纳的玛丽是英格兰詹姆斯二世的王后
- 伊丽莎白·赫伯特，鲍维斯侯爵夫人[6]

### 玛丽二世, 1689–1694
- 1689–1694 :多塞特郡伯爵夫人玛丽·萨克维尔 (1669–1691) [7]
- 1689–1694 : 格特鲁德萨维尔，哈利法克斯侯爵夫人[7]
- 1689–1694 : 弗朗西丝·拉姆利, 子爵夫人拉姆利 [7]
- 1689–1694 : 伊丽莎白·温莎，普利茅斯伯爵夫人[7]
- 1689–1694 :弗朗西丝·保莱特 威尔特郡伯爵夫人[7]
- 1691–1694 :安妮·芬奇，诺丁汉伯爵夫人[7]

## 英国女王的寢宮女官

### 安妮1702–1714
- 1702 年：奥蒙德公爵夫人玛丽·巴特勒 (Mary Butler)
- 1702 年：哈廷顿侯爵夫人
- 1702 年：伯灵顿伯爵夫人朱莉安娜·博伊尔
- 1702 年：斯卡伯勒伯爵夫人
- 1702–1712：斯宾塞夫人
- 1702 年：萨默塞特公爵夫人伊丽莎白西摩
- 1702 年：海德夫人
- 1702 年：弗雷舍维尔夫人
- 1702 年：亨利·戈多尔芬夫人
- 1702–1705：安妮·维纳布尔斯-伯蒂，阿宾登伯爵夫人
- 1702 年：C.伯沃特夫人
- 1704–1714：阿比盖尔马沙姆，男爵夫人马沙姆
- 1704–1712：桑德兰伯爵夫人安妮·斯宾塞
- 1712–1714：安妮·维纳布尔斯-伯蒂，阿宾登伯爵夫人
- 1712 年：凯瑟琳·海德夫人[8]

### 安斯巴赫的卡罗琳，1714–1737[9][10]
安斯巴赫的卡罗琳是英国乔治二世的王后
- 1714–1717：路易莎·伯克利，伯克利伯爵夫人
- 1714–1717 和 1726 年：圣奥尔本斯公爵夫人黛安娜·博克莱克 (Diana Beauclerk)
- 1714–1717：博尔顿公爵夫人亨丽埃塔·保莱特
- 1714–1717：蒙塔古公爵夫人玛丽·蒙塔古
- 1714–1724：玛丽·考珀，考珀伯爵夫人
- 1714–1726： 阿德利达·塔尔博特，什鲁斯伯里公爵夫人
- 1714–1737：伊丽莎白·萨克维尔，多塞特公爵夫人
- 1717–1717 年：伊丽莎白·蒙塔古，欣钦布鲁克子爵夫人
- 1718–1721：芭芭拉·赫伯特，彭布罗克伯爵夫人
- 1718–1724 年：格兰瑟姆伯爵夫人亨丽埃塔·德奥弗克尔克 (Henrietta d'Auverquerque)
- 1718–1737：伊丽莎白·赫维，布里斯托尔伯爵夫人
- 1718–1720：德洛兰伯爵夫人安妮·斯科特
- 1722–1722：简·卡佩尔，埃塞克斯伯爵夫人
- 1724–1737：赫特福德伯爵夫人弗朗西丝·西摩
- 1724–1737 年：里士满公爵夫人莎拉·伦诺克斯 (Sarah Lennox)
- 1725–1737 年：安妮·范·吉佩尔，阿尔伯马尔伯爵夫人
- 1725–1737：亨丽埃塔·弗莫尔，庞弗雷特伯爵夫人
- 1725–1737：玛丽·赫伯特，彭布罗克伯爵夫人（额外）
- 1727–1737：亨丽埃塔·路易莎·弗莫尔
- ?–1737 年：多萝西·博伊尔，科克伯爵夫人（额外）

### 梅克伦堡-施特雷利茨的夏洛特，1761–1818 年[11]
梅克伦堡-斯特雷利茨的夏洛特是英国国王乔治三世的王后
- 1761–1768：戴安娜圣约翰，博林布鲁克子爵夫人
- 1761–1770：伊丽莎白·珀西，诺森伯兰伯爵夫人（1766 年为诺森伯兰公爵夫人）
- 1761–1784 年：汉密尔顿公爵夫人伊丽莎白·坎贝尔（1770 年成为阿盖尔公爵夫人）
- 1761–1791：伊丽莎白霍华德，埃芬汉伯爵夫人
- 1761–1793 年：伊丽莎白·泰恩 (Elizabeth Thynne)，韦茅斯子爵夫人（1789 年成为巴斯侯爵夫人）
- 1761–1794：埃格蒙特伯爵夫人艾丽西亚温德姆
- 1768–1782：伊莎贝拉西摩，赫特福德伯爵夫人
- 1770–1801：玛丽·达西，霍尔德内斯伯爵夫人
- 1783–1818 年：伊丽莎白·赫伯特，彭布罗克和蒙哥马利伯爵夫人
- 1784–1818 年：伊丽莎白·哈考特，哈考特伯爵夫人
- 1791–1818 年：伊丽莎白·汤森德，悉尼子爵夫人
- 1793–1807 年：开衫伯爵夫人伊丽莎白·布鲁德内尔 (Elizabeth Brudenell)
- 1794–1818 年：哈灵顿伯爵夫人简·斯坦霍普
- 1801–1818：玛丽·帕克，麦克尔斯菲尔德伯爵夫人
- 1807–1813：亨丽埃塔·斯坦霍普，切斯特菲尔德伯爵夫人
- 1813–1818：安妮·邓达斯，梅尔维尔子爵夫人

## 英国王后寢宮女官

### 不伦瑞克的卡罗琳，1795–1821 年
不伦瑞克的卡罗琳是乔治、威尔士亲王、摄政王的妻子，从 1820 年开始成为英国的乔治四世的王后。他们于 1796 年分居，她于 1821 年去世。
- 1795–1796：泽西伯爵夫人弗朗西斯·维利尔斯[12]
- 1795–1821：卡那封伯爵夫人[12]
- 1795–1821：汤森侯爵夫人[12]
- 1795–1802：乔蒙德利伯爵夫人[12]
- 1808–1817：夏洛特·林赛夫人
- 1809–1821：夏洛特·坎贝尔夫人
- 1809–1813 和 1820–1821：安·汉密尔顿夫人
- 1820-1821：艾玛·卡罗琳·伍德夫人[13]

### 萨克森-迈宁根的阿德莱德，1830–1837[14]
萨克森-迈宁根的阿德莱德是英国威廉四世的王后
- 1830–1837：艾米丽·纽金特，韦斯特米斯侯爵夫人
- 1830–1837：阿拉贝拉·伯克，梅奥伯爵夫人
- 1830–1849 年：玛丽安·韦尔斯利，莫宁顿伯爵夫人
- 1830–1834：安娜·洛夫图斯，伊利侯爵夫人（1834–1837 年）
- 1830–1837：艾玛·布朗洛，伯爵夫人布朗洛
- 1830–1837：哈里特·克林顿夫人
- 1833–1836 年：哈丽特·豪，豪伯爵夫人
- 1836–1837：谢菲尔德伯爵夫人哈里特·霍尔罗伊德[15]

### 维多利亚，1837–1901[16]
- 1837–1838：路易莎·佩蒂-菲茨莫里斯，兰斯当侯爵夫人
- 1837–1838 年：路易莎·兰姆顿 (Louisa Lambton)，达勒姆伯爵夫人
- 1837–1841：玛丽亚·菲普斯，诺曼比侯爵夫人
- 1837–1841 年：贝德福德公爵夫人安娜·拉塞尔
- 1837–1842 年：莎拉·利特尔顿 (Sarah Lyttelton)、利特尔顿男爵夫人 (Baroness Lyttelton )，然后是 1842–1850 年皇家儿童家庭教师 (Lady Superintendent)。
- 1837–1842 年：庚斯博罗伯爵夫人弗朗西斯·诺埃尔
- 1837–1851：艾玛波特曼，男爵夫人波特曼
- 1837–1854 年：安妮·考菲尔德，查尔蒙伯爵夫人
- 1838–1840 年：伯灵顿伯爵夫人布兰奇·卡文迪什 (Blanche Cavendish)
- 1839-1839：伊丽莎白·坎贝尔，布雷多尔班侯爵夫人
- 1839–1842 年：玛丽·蒙塔古，桑威奇伯爵夫人
- 1840–1854 和 1863–1865： 卡罗来纳·埃奇库姆，埃奇库姆山伯爵夫人
- 1841–1845 年：凯瑟琳·默里，邓莫尔伯爵夫人
- 1841–1867：弗朗西斯·乔斯林，乔斯林子爵夫人（1867–1880 年额外）
- 1842–1842 年：达尔豪西伯爵夫人苏珊·布朗-拉姆齐 (Susan Broun-Ramsay)
- 1842–1843 年：夏洛特·菲茨兰-霍华德，诺福克公爵夫人
- 1842–1855：夏洛特·坎宁，坎宁伯爵夫人
- 1843–1858 年：惠灵顿公爵夫人伊丽莎白·韦尔斯利
- 1845–1864 年：伊丽莎白·库夫 (Elizabeth Cuffe)，沙漠伯爵夫人
- 1851–1889：简·洛夫图斯，伊利侯爵夫人
- 1854–1897 年：安妮·默里，阿索尔公爵夫人
- 1854–1900：简·斯宾塞，丘吉尔男爵夫人
- 1855–1863 年：玛丽亚博斯维尔-麦克唐纳，麦克唐纳男爵夫人
- 1858–1878 年：简·亚历山大，卡利登伯爵夫人
- 1864–1890：伊丽莎白·坎贝尔， 布雷多尔班的马尔乔内斯
- 1865–1895：罗克斯堡公爵夫人苏珊娜·英尼斯-克尔
- 1867–1872 年：伊丽莎·阿加尔-埃利斯，克利夫登子爵夫人
- 1872–1874：布兰奇伯克，梅奥伯爵夫人
- 1873–1901：埃罗尔伯爵夫人伊丽莎·海
- 1874–1885：朱莉娅·阿伯克龙比，阿伯克龙比男爵夫人
- 1878–1901：伊斯马尼亚·菲茨罗伊，南安普顿男爵夫人
- 1885–1901：艾米莉·拉塞尔，安普希尔男爵夫人
- 1889–1901：塞西莉亚·道内，唐恩子爵夫人
- 1890–1901：路易莎·麦克唐纳，安特里姆伯爵夫人
- 1895–1901：伊迪丝·布尔沃-利顿，利顿伯爵夫人
- 1897–1901：罗克斯堡公爵夫人安妮·因内斯-克尔

### 丹麦的亚历山德拉，1901–1925 年
丹麦的亚历山德拉是英国爱德华七世的王后
- 1900–1910：爱丽丝·斯坦利，德比伯爵夫人
- 1901–1910：安特里姆伯爵夫人路易莎·麦克唐纳
- 1901–1925：路易莎·艾奇逊，戈斯福德伯爵夫人[17]
- 1901–1905：伊迪丝·布尔沃-莱顿，莱顿伯爵夫人[17]
- 1901–1911：塞西莉亚·哈伯德，萨菲尔德男爵夫人[17]
- 1901–1907：莫顿伯爵夫人爱丽丝·道格拉斯（1901–？ ) [17]
- 1901–1912：麦克尔斯菲尔德伯爵夫人玛丽·帕克（ 1901–? ) [17]
- 1901–1905：莫德·佩蒂-菲茨莫里斯，兰斯当侯爵夫人（额外）
- 1905–1910：莫德·佩蒂-菲茨莫里斯，兰斯当侯爵夫人
- 1905–1910：康斯坦斯·阿什利-库珀，沙夫茨伯里伯爵夫人（额外）
- 1907–1910： 塞西莉·加斯科因-塞西尔，索尔兹伯里侯爵夫人
- 1910–1914： 威尼弗雷德·哈丁，彭斯赫斯特男爵夫人 哈丁 （额外）
- 1910–1925：莫德·佩蒂-菲茨莫里斯，兰斯当侯爵夫人（额外）
- 1910–1925： 塞西莉·加斯科因-塞西尔，索尔兹伯里侯爵夫人（额外）
- 1910–1925：爱丽丝·斯坦利，德比伯爵夫人（额外）
- 1911–1925：塞西莉亚·卡灵顿，林肯郡侯爵夫人（卡灵顿伯爵夫人 1911–1912）

### 泰克的玛丽，1901–1953 年
泰克的玛丽是英国乔治五世的王后
- 1901–1902：艾达·布里奇曼，布拉德福德伯爵夫人
- 1901–1910：艾尔利伯爵夫人梅贝尔·奥格维
- 1902–1910 年：玛丽·科克伦-贝利，拉明顿男爵夫人
- 1905–1906：康斯坦斯·阿什利-库珀，沙夫茨伯里伯爵夫人（额外）
- 1905–1936：艾达·布里奇曼，布拉德福德伯爵夫人（额外）
- 1906–1913 年：沙夫茨伯里伯爵夫人康斯坦斯·阿什利-库珀
- 1910–1916：艾尔利伯爵夫人梅贝尔·奥格威（额外）
- 1910–1917：玛丽·科克伦-贝利，男爵夫人拉明顿（额外）
- 1911–1916 年：埃塞尔·格伦费尔，德斯伯勒男爵夫人
- 1911–1936 年：玛丽·埃利奥特-默里-肯宁蒙德，明托伯爵夫人
- 1911–1953：玛格丽特·罗素，安普希尔男爵夫人
- 1913 年至 1924 年：艾米丽·福蒂斯丘 (Emily Fortescue)，福蒂斯丘伯爵夫人
- 1913–1953：康斯坦斯·阿什利-库珀，沙夫茨伯里伯爵夫人（额外）
- 1916–1924：埃塞尔·格伦费尔，德斯伯勒男爵夫人（额外）
- 1916 年至 1953 年：艾尔利伯爵夫人梅贝尔奥格维
- 1924–1929：艾米莉·福特斯克，福特斯克伯爵夫人（额外）
- 1924–1936 年：埃塞尔·格伦费尔，德斯伯勒男爵夫人
- 1938-1951: 阁下玛格丽特布兰奇温德姆
- 1951-1953：阁下。玛格丽特布兰奇温德姆（额外）
- 1936–1940：玛丽·艾略特-默里-凯尼蒙德，明托伯爵夫人（额外）
- 1936–1952：埃塞尔·格伦费尔，德斯伯勒男爵夫人（额外）

### 伊丽莎白·鲍斯-里昂，1937–2002
伊丽莎白·鲍斯-里昂是英国乔治六世的王后
- 1937–1947 年：玛丽·威尔逊，南伯恩霍姆男爵夫人
- 1937–1972：辛西娅·斯宾塞，斯宾塞伯爵夫人
- 1937–1941：多萝西·伍德，哈利法克斯子爵夫人
- 1937–1994：帕特里夏·史密斯，汉布尔登子爵夫人
- 1941–1945：比阿特丽斯·奥姆斯比-戈尔，哈莱克男爵夫人
- 1945–1967：比阿特丽斯·奥姆斯比-戈尔，哈莱克男爵夫人
- 1947–1979：凯瑟琳·拉姆利，斯卡布罗伯爵夫人
- 1973–2002：伊丽莎白·贝克特，格里姆索普男爵夫人
- 1994–2002：伊丽莎白·拉姆利，斯卡伯勒伯爵夫人

### 伊丽莎白二世, 1953–2022
- 1953–1966 年：厄斯顿·菲茨罗伊 (Fortune FitzRoy)，尤斯顿伯爵夫人（后来成为格拉夫顿公爵夫人，后来成为公爵夫人太后）
- 1953–1973：伊丽莎白·科克，莱斯特伯爵夫人，第五代莱斯特伯爵托马斯·科克的妻子
- 1960–1966：帕特里夏·内维尔，阿伯加文尼侯爵夫人（额外）
- 1966–1987：帕特里夏·内维尔，阿伯加文尼侯爵夫人
- 1967–1971： 埃斯梅斯·巴林，纳姆·哈姆斯沃斯，罗兰·巴林 的克罗默伯爵夫人（临时）
- 1967–1969: 索尼娅·费尔法克斯，卡梅隆的费尔法克斯夫人（临时）（ Thomas Fairfax 的遗孀，第 13 代卡梅伦费尔法克斯勋爵）
- 1971–1993：Esmé Baring，娘家姓哈姆斯沃斯，克罗默伯爵夫人（额外）
- 1973–2022：弗吉尼亚奥格维，艾尔利伯爵夫人
- 1987–2005：帕特里夏·内维尔，阿伯加文尼侯爵夫人（额外）
- 1987–2021：戴安娜·麦克斯韦，法纳姆男爵夫人

## 参阅
- Dame du Palais, 相当于法语
- Statsfru, 相当于瑞典语